# Coleosoma africanum
Coleosoma africanum är en spindelart som beskrevs av Schmidt och Krause 1995. Coleosoma africanum ingår i släktet Coleosoma och familjen klotspindlar. Inga underarter finns listade i Catalogue of Life.